# Ка Батиста-Ка Бетини (Болоња)
Ка Батиста-Ка Бетини је насеље у Италији у округу Болоња, региону Емилија-Ромања.
Према процени из 2011. у насељу је живело 159 становника. Насеље се налази на надморској висини од 633 м.